# Lombardore
Lombardore is een gemeente in de Italiaanse provincie Turijn (regio Piëmont) en telt 1555 inwoners (31-12-2004). De oppervlakte bedraagt 12,7 km², de bevolkingsdichtheid is 122 inwoners per km².

## Demografie
Lombardore telt ongeveer 614 huishoudens. Het aantal inwoners steeg in de periode 1991-2001 met 5,6% volgens cijfers uit de tienjaarlijkse volkstellingen van ISTAT.
| Jaar | Inwoneraantal |
| ---- | ------------- |
| 1991 | 1431          |
| 2001 | 1511          |

## Geografie
Lombardore grenst aan de volgende gemeenten: Rivarolo Canavese, Bosconero, Rivarossa, San Benigno Canavese, San Francesco al Campo, Leinì, Volpiano.
1. ↑  https://demo.istat.it/?l=it.